# Complément d'objet
Cet article court présente un sujet plus développé dans : Complément d'objet direct, Complément d'objet indirect et Complément d'objet interne.

Pour le complément d’objet direct on pose la question qui? Quoi? Mais en ce qui concerne le complément d’objet indirect on pose la question À qui? À quoi?

En grammaire, un complément d’objet est un syntagme qui vient donner une information sur le verbe. Il fait partie du prédicat.

## Formes
On distingue deux formes de compléments d’objet :
- le complément d'objet direct (COD), un groupe nominal ou son substitut ;
- le complément d'objet indirect (COI), un groupe prépositionnel ou son substitut,
  - le complément d'objet second, un COI placé après un COD du même verbe.

Par ailleurs, on qualifie le complément d’objet d'interne lorsqu’il donne un sens particulier au verbe.